# Аржаков, Степан Максимович
Степа́н Макси́мович Аржако́в (9 ноября 1899, Вилюйск, Вилюйский округ, Якутская область, Российская империя — 17 мая 1942, ГУЛАГ) — якутский советский государственный, политический и хозяйственный деятель.
Участник установления Советской власти в Якутии, один из основателей автономной Якутии, Председатель Совета народных комиссаров Якутской АССР.

## Биография
Родился 9 ноября 1899 года в городе Вилюйске. Окончил миссионерскую приходскую школу, Вилюйское высшее начальное училище. С 1915 по март 1918 года учился в Якутской учительской семинарии. Затем окончил партийные курсы при Коммунистическом университете имени Я. М. Свердлова и Московский промышленно-экономический институт имени А. И. Рыкова. По национальности якут.
В марте 1917 года стал членом якутской организации РСДРП.
Работал некоторое время в Наркомнаце в Москве, совместно с П. А. Ойунским и другими, был автором «Декларации прав и обязанностей трудящихся Якутской АССР», имевшей большое политическое и правовое значение. Избирался делегатом XVI и XVII Чрезвычайного Всероссийских, также IV и VIII Чрезвычайного Всесоюзных съездов Советов. Член Совета Национальностей ЦИК СССР седьмого созыва, депутат Верховного Совета СССР первого созыва. Член ЦИК Якутской АССР I—VIII созывов, член бюро Якутского обкома ВКП(б), делегат XIII съезда РКП(б), первой сибирской краевой партийной конференции (1924).
Аржаков был арестован 5 февраля 1939 года; проходил по «процессу двадцати пяти» в апреле-мае 1940 года. Постановлением Особого совещания НКВД СССР от 17 мая 1941 г. смертный приговор был заменён ссылкой в лагерь на 8 лет. Он был этапирован в посёлок Певек. Однако дело было возобновлено вторично 17 мая 1941 года и 5 марта 1942 г. он был осуждён Военным трибуналом войск НКВД по Дальстрою к высшей мере наказания; расстрелян 17 мая 1942 года. Реабилитирован 31 марта 1956 г. решением Президиума Верховного суда ЯАССР.

## Память
- В честь С. М. Аржакова названо судно проекта ОМ производства Московского судостроительного и судоремонтного завода постройки 1958 года, которое долгие годы работает в Якутии на пассажирских линиях Якутск — Нижний Бестях и Якутск — Жиганск.
- Имя Степана Аржакова присвоено улицам в городах Якутске, Вилюйске, селе Чинекя Вилюйского улуса.
- Почётный гражданин Вилюйского улуса.[5]
- Памятники в селе Чинекя, в Вилюйске и Якутске.

## Семья
Жена — Варвара Ивановна (девичья фамилия — Бубякина), 1900—1990 гг.
Дети: Клара, Аида, Галилей.